# Inermoleiopus tanganyicae
Inermoleiopus tanganyicae là một loài bọ cánh cứng trong họ Cerambycidae.